# Gmina Gola
Gmina Gola (chorw. Općina Gola) – gmina w Chorwacji, w żupanii kopriwnicko-kriżewczyńskiej. W 2011 roku liczyła  2431 mieszkańców.